# 発車オ〜ライネット
発車オ〜ライネット（はっしゃオーライネット）は、株式会社工房が運営する、共同利用型の高速バス（路線バス）座席予約システムの愛称である。1998年4月本稼動開始。

## 概要
従来、座席予約制高速バスは、運行会社が各社ごとに予約システムを構築するか、予約台帳による管理を行なっていた。このシステムが開発されはじめた時期は、高速バスの運行本数が増加してきた時期でもあった。都市と地方を結ぶ多くの高速バスが、都市側と地方側のバス会社の共同運行をとる形で、予約システムが別々になっていると、他社管理席に空席があっても、自社では直接予約ができず、共同運行会社に席の融通を受けてから自社席として発行したり、発車時間近くになると、共同運行会社の到着地側会社が確保している予約枠を発車側会社に返す（手仕舞い）処理をして、発車直前の発券に対応したりしていた。また、運賃精算にも手間がかかっていた。
そこで、当時、バス会社向けシステムの開発実績が豊富な三共システム工房（旧名）は、複数のバス会社が同一システム上の予約システムを利用する、共同利用型の座席予約システムを開発し、神戸淡路鳴門自動車道開業時に、明石海峡大橋を経由する四国 - 京阪神間の高速バスから本格運用が開始された。その後、当時はマルスによる座席管理を主体にしていたJRバス各社を除くバス会社のうち、自社で大規模な予約システムを開発していない多くのバス会社が同システムに参加した。このシステムは、通産省外郭団体である情報処理振興事業協会（当時）の特定プログラムに指定されており、開発費用について補助を受けた。
同システムを導入している共同運行会社同士では、バスの座席は一元管理され、手仕舞いの必要がない。バスの発車直前まで、座席を無駄なく販売できるのが最大の特徴である。また、バス会社は、各社ごとに予約管理システムやサーバを用意する必要がなく、端末機とネットワーク（主にフレームリレーなどの専用線）を準備すれば発券処理ができ、システム開発費や維持費の節約が可能になった。
その後も、システムの増強は続き、インターネットや携帯電話のウェブサイトによる会員制予約サービス、コンビニエンスストアでの発券（収納代行業のウェルネットと提携）、クレジットカード決済後、携帯電話上にチケット情報を表示させ、チケット購入（発券）の手間を省いたケータイチケットレスサービスなどを展開した。更に、日本旅行の「旅ぷらざ」と提携し、バス座席の予約後、クレジットカードで代金を決済すれば、自宅にあるパーソナルコンピュータとプリンターでインターネット乗車票を発行できるシステムを構築した。また、JTB HTAとも提携し、コンビニエンスストアのマルチメディアステーションを使って、予約から発券までを一貫して行なえるシステムも構築、提供している。更に、バス会社向けに自動音声応答システムを用いた、電話による座席自動予約システムや、バスターミナル設置向け自動券売機の開発も行なっている。
その後、JRバスグループも「発車オ〜ライネット」に参加するようになる。JRバスグループとJRバス以外との会社との共同運行が増えてきた際に、パートナーの共同運行会社の多くが「発車オ〜ライネット」に参加している関係上、JRバスグループも参加するようになった。一方で、JRバスとそれ以外のバス会社で競合する路線でも、チケットの予約・購入方法が多彩で、利便性の高い「発車オ〜ライネット」に参加している競合バス会社路線が好まれる傾向があったことから、JRバスグループ同士のみの共同運行路線でも、路線によっては「発車オ〜ライネット」に収容されるようになった。これらの座席は、「みどりの窓口」（マルス枠）と発車オ〜ライネット枠との併売という形で販売されたが、発車オ〜ライネットとマルスはシステム的に接続されておらず、マルス席と発車オ〜ライネット管理席との手仕舞いが必要であった。
その後、JRバスグループでは、マルスを開発・運用している鉄道情報システムやジェイアールバス関東などが中心となって、発車オ〜ライネットで対応している機能の多くを盛り込んだ、JRバスグループ向けJR高速バス販売システム「高速バスネット」を開発、2006年3月から運用を開始したため、JRバスグループの座席は、路線に応じて、発車オ〜ライネット、高速バスネット、マルスの3つのシステムのうち1～3システムに座席を収容し、販売するようになってきている。2006年11月からは、高速バスネットと発車オ〜ライネットが接続され、一方のシステムに空席がなくなった場合、他方のシステムに持つ空席を予め設定した比率で自動的に移動する機能が実装されている。しかし、JR（鉄道）の指定席券売機のように、利用者自身で座席を指定することはできない。なお、JRバス（特にJRバスグループ同士のみの共同運行路線）のネット予約については、事前購入割引やネット決済割引などの特典を与えた「高速バスネット」への移行が進んでおり、特にJRバス関東の「発車オ〜ライネット」での販売はJRバス以外の他社と共同運行している5路線に削減された。
Web予約が利用できる時間は5:00〜翌2:00(JST)。また、始発停留所を発車した時点で本システムでの販売が終了する為、途中停留所からの乗車の際は発車まで時間があっても購入できないことがある。

## 参加しないバス会社の事例
JRバスグループ以外でも、発車オ〜ライネットとは別の座席予約システムを開発し、発車オ〜ライネットには参加していない事業者がある。共同運行会社の一部が参加している場合、別システム管理となり、手仕舞いを行なう運用となる。
逆に言うと、利用者側から見た場合、共同運行会社が別システムにも参加している路線で、特にシステム的な接続が行われていなければ、一方のシステムが満席でも他方のシステムには空席がある可能性があるため、あきらめずに双方のシステムを当たると席が取れる可能性がある。→後述
ハイウェイバスドットコム
京王電鉄バスグループ（中央高速バス）のシステム。
名鉄バス（名鉄観光バスから移管された路線を除く）、西日本鉄道などの九州の高速バス運行各社なども参加。
会員登録なしで予約できる（会員登録した場合の特典もある）。コンビニ発券可（路線によっては発券不可）。
京浜急行バス独自システム
京浜急行バス。コンビニ発券可。
両備高速バス予約システム
両備バス。乗車券・回数券（一部路線のみ）のコンビニ発券可。

## 発券端末
バス会社窓口用の発券端末は富士通製の端末が多い。これはもともと工房が富士通の取扱店だった経緯がある。Microsoft Windowsが搭載された汎用パソコンに専用プログラムを搭載し、工房のサーバーとフレームリレーなどで接続し使用する。操作は、普通のマウスとキーボードを用いる。発券プリンターは、当初富士通製のドットインパクトプリンターを使用していたが、より高速の印刷ができ、文字も鮮明なリコー製の熱転写式チケットプリンターを使用する端末が増えている。なお、チケットに関しては、各社の様式にあわせカスタマイズにも対応している。
バス会社本社用の端末には、帳票出力用として、ドットインパクトプリンターもしくはレーザープリンターが接続され、座席票などの帳票類出力に使用される。ドットインパクトプリンターをチケットプリンター・帳票プリンター兼用とすることもできる。リコー製チケットプリンターを使用している端末には、帳票用として別途レーザープリンターも接続している端末が存在する。

## バス会社側の機能
バス会社の端末には、バス1台ごとの座席票を出力する機能があり、運転士はこれとチケットを照合する。なお、パソコンを使った基本の予約・発券機能以外は、オプション機能であり、バス会社のポリシーや共同運行会社との取り決めなどで、旅客が利用できるサービスをバス会社が指定することができる。例えば瀬戸内運輸は、2012年3月まで、発車オ〜ライネットに参加しながら、コンビニ発券、インターネット予約いずれにも対応せず、電話予約と営業所での発券業務などにのみ利用していた。その後、一部路線のコンビニエンスストアでの発券が可能となった。

## 取扱いバス会社
下記のバス会社の路線でも路線によっては取り扱いのない場合もある。また、路線の共同運行会社が加盟していない場合は、加盟社取扱い席のみが空席照会・販売の対象になる。JRバス各社の場合は、みどりの窓口販売分（マルス収容席）や「高速バスネット」販売分は当システムで照会していない（ただし、前述のように「高速バスネット」については相互に空席の自動配分を行っている）。このため、当システムで満席であっても、他のシステム（みどりの窓口の他、京王・名鉄バス・西日本鉄道などの「ハイウェイバスドットコム」、両備バスの「両備高速バス予約サイト」など）では席が残っている場合もある。また、当システムで空席があっても予約ができないことがある。これは同じ予約番号以外の男女が隣り合わせになることを避けているため（これは当システム特有の仕様）である。

### 北海道
| - 北海道中央バス - ジェイ・アール北海道バス - 北都交通 | - 道南バス - 道北バス - 北紋バス | - 北海道北見バス - 網走バス - 斜里バス | - 十勝バス - 北海道拓殖バス - くしろバス | - 阿寒バス |

### 東北
| - 弘南バス - 南部バス - 十和田観光電鉄バス - 秋北バス | - 羽後交通 - 秋田中央交通 - 岩手県交通 - 宮城交通 | - JRバス東北 - 山交バス - 庄内交通 - 福島交通 | - 会津バス - 新常磐交通 |

### 関東
| - 日立電鉄交通サービス - 関東鉄道 - 関東自動車(栃木) - 日本中央バス - 関越交通 - 国際十王交通 | - 千葉交通 - 川越観光自動車 - イーグルバス - 西武バス・西武観光バス - 国際興業バス - 東武バスセントラル | - 京成バス - 関東バス - 西東京バス - JRバス関東 - 東北急行バス - 小田急ハイウェイバス | - 立川バス - 東急バス - 神奈川中央交通 - 相模鉄道・相鉄自動車 - 江ノ電バス藤沢 |

### 中部
| - 山梨交通 - 富士急行グループ - 伊那バス - 信南交通 - 長電バス | - アルピコ交通（旧・松本電気鉄道・諏訪バス・川中島バス） - 千曲バス - 頸城自動車 | - 越後交通 - 新潟交通 - しずてつジャストライン - 遠州鉄道 - 豊鉄バス | - JR東海バス - 名鉄バス（名鉄観光バスから移管された路線のみ） - 濃飛乗合自動車 - 三重交通 - 富山地方鉄道 | - 加越能バス - 北陸鉄道・北鉄金沢バス - 福井鉄道 - 京福バス |

### 近畿
| - 近江鉄道 - 京阪バス - 京阪京都交通 - 奈良交通 | - 和歌山バス - 明光バス - 阪急バス・阪急観光バス - 近鉄バス | - 西日本JRバス - 南海バス - 阪神バス - 山陽バス | - 神姫バス - 淡路交通 - 本四海峡バス - ユタカ交通 |

### 中国
| - 一畑バス - 下津井電鉄 - 中国バス | - 備北バス - 広交観光 - 広島電鉄 | - 中国JRバス - 防長交通 - サンデン交通 |

### 四国
| - 徳島バス - 四国交通 - ジェイアール四国バス - 高松エクスプレス | - 四国高速バス - 大川自動車 - 琴参バス - 瀬戸内運輸 | - 伊予鉄バス - 宇和島自動車 - とさでん交通 - 高知駅前観光 | - 高知西南交通 - 伊予鉄南予バス - 阿佐海岸鉄道（DMV、鉄道運行区間も含め対応） |

### 九州・沖縄
| - JR九州バス - 長崎自動車 - 南国交通 - 九州産交バス（一部路線のみ） - 沖縄バス（那覇空港リムジンバスのみ） |

## 発券可能なコンビニエンスストア
以下のコンビニエンスストアで発券をしている。
|                    | 各種代金支払 | JTBHTA       | JTBHTA |
| 乗車券を予約後発券 | 各種代金支払 | 予約済み発券 |        |
| ------------------ | ------------ | ------------ | ------ |
| ローソン           | ○            | ○            | ○      |
| ファミリーマート   | ○            | ○            | ○      |
| セブン-イレブン    | -            | ○            | ○      |